# 14098 Шімек
14098 Шімек (14098 Šimek) — астероїд головного поясу, відкритий 24 серпня 1997 року.
Тіссеранів параметр щодо Юпітера — 3,269.